# Tarrytown (Nova Iorque)
Tarrytown é uma aldeia (village) na cidade de Greenburgh no Condado de Westchester, estado de Nova Iorque dos Estados Unidos. Está localizado na margem oriental do rio Hudson, a cerca de 25 milhas (40 km) ao norte do centro de Manhattan, e possui uma estação na Linha Hudson do Metro-North. Ao norte de Tarrytown está a vila de Sleepy Hollow (anteriormente chamado de "Tarrytown do Norte"), ao sul a vila de Irvington e a leste estão locais não incorporados a Greenburgh. A Ponte Tappan Zee atravessa o rio Hudson em Tarrytown com a Auto-Estrada do Estado de Nova Iorque (Interestaduais 87 e 287).
A população era de 11 277 no censo de 2010.

## Demografia
Segundo o censo de 2000, havia 11 090 pessoas, 4 533 casas, e 2 765 famílias que residem na vila. A densidade populacional foi 3 724,7 habitantes por milha quadrada (1 436,9/km²). Havia 4 688 unidades habitacionais em uma densidade média de 1 574,5 por milha quadrada (607.4/km²). A composição racial da cidade é de 77,44% brancos, 7,04% afro-americanos, 0,22% nativos americanos, 6,49% asiáticos, 0,05% das Ilhas do Pacífico, 5,29% de outras etnias, e 3,47% com duas ou mais etnias. Hispânicos ou latinos eram 16,17% da população.
Dos 4 533 domicílios, 26,6% tinham crianças menores de 18 anos que vivem com eles, 48,5% eram casados ou vivem juntos, 9,6% possuiam uma proprietária do sexo feminino ou sem a presença do marido, e 39,0% não eram famílias. 9,7% das casas possuia alguém vivendo sozinho com mais 65 anos de idade. Cada casa constituia em média 2,33 habitantes e cada família possuia 2,95 membros.
Na vila a população era de 19,7% com menos de 18 anos de idade, 8,6% de 18 a 24 anos, 34,8% de 25 a 44 anos, 22,5% de 45 a 64 anos, e 14,4% que tinham 65 anos de idade ou mais. A idade média foi de 37 anos. Para cada 100 mulheres havia 82,5 homens.
A renda mediana por residência na vila era 68 762 dólares, e a renda mediana por família era de 82 445. Os homens possuiam uma renda mediana de 61 699 dólares contra 41 054 dólares para as mulheres. A renda per capita para a vila era de 39 472 dólares. Cerca de 1,8% das famílias e 4,7% da população estavam abaixo da linha da pobreza, incluindo 5,4% de menores de 18 anos e 4,6% das pessoas de 65 anos ou mais.

## História
Os primeiros moradores de Tarrytown que eram nativo americanos pertenciam a tribo Weckquasgeek. Os Weckquasgeeks estavam intimamente relacionada com os índios Wappani e aos Moicanos. Pescavam no rio Hudson. A sua povoação principal estava no que hoje é o final da Rua Igreja (Church Street), perto da margem do rio Hudson, entre a localização atual do Losee Park e da Ponte Tappan Zee, em um lugar que chamavam de Alipconk, ou o "Lugar dos Ulmeiros".
Os primeiros colonos europeus de Tarrytown eram agricultores holandeses, caçadores de peles e pescadores. Os registros mostram que a primeira residência holandês em Tarrytown foi construída em 1645, no entanto, a localização exata desta residência não é conhecida. Tarrytown fica dentro das terras da ex-colônia holandesa de Novos Países Baixos, que se tornou território inglês com a assinatura do Tratado de Westminster de 1974.
Em 1780, em um incidente da famosa Guerra de Independência dos Estados Unidos, o major John André foi preso como espião em Tarrytown. André, um oficial do exército britânico, estava viajando para o sul através da vila na Estrada Post Albany, quando ele foi parado e revistado por três milicianos locais. Quando os documentos suspeitos foram encontrados em sua bota, ele foi preso como espião e, posteriormente, condenado e enforcado. Um relato circunstancial da captura de André pelos milicianos David Williams, John Paulding e Wart Isaac Van, foi escrito em 1903 pelo proprietário e editor da Argus Tarrytown, Marcius D. Raymond.
Tarrytown foi descrito em 1820 pelo escritor Washington Irving em "The Legend of Sleepy Hollow". Irving começou sua história: "No seio de uma dessas enseadas espaçososas que atravessão na margem oriental do rio Hudson, em que a expansão ampla do rio denominado pelos antigos navegadores holandeses de Tappan Zee, e onde eles sempre prudentemente encurtam vela e imploram a proteção de São Nicolau, quando as cruzaram, encontra-se uma pequena cidade mercadora ou rural que por alguns é chamado Greenburgh, mas que é geralmente e devidamente conhecida pelo nome de Tarry Town."
O underground railroad percorreu Tarrytown antes do fim da Guerra Civil Americana.

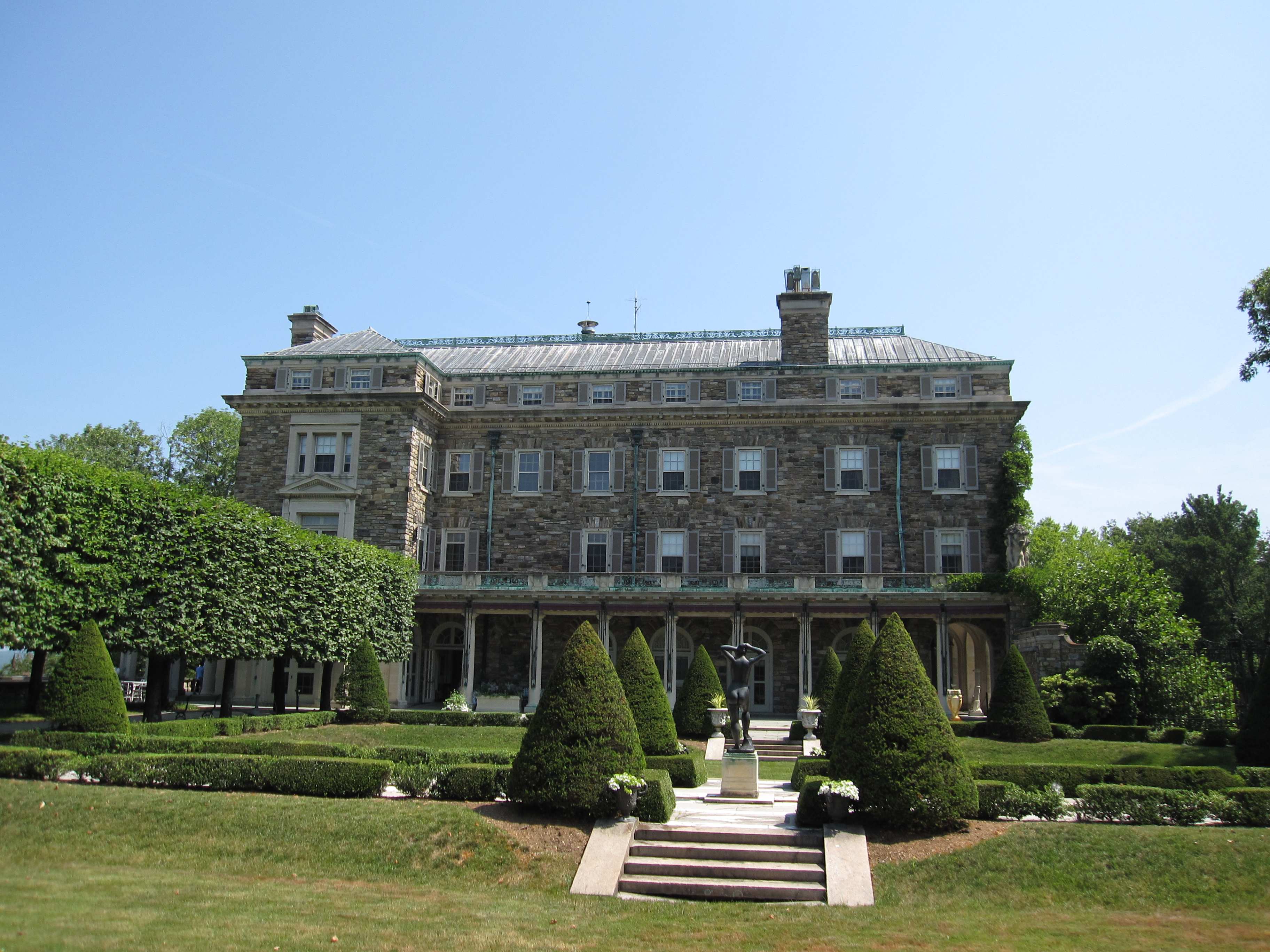
Kykuit, a propriedade de John D. Rockefeller

Mais tarde, Tarrytown tornou-se um local favorito de muitos ricos nova-iorquinos, incluindo John D. Rockefeller, que primeiro se mudou para Tarrytown em 1893. A mansão Kykuit de Rockefeller foi concluída em 1906. Em 1914, a Kykuit se tornou o local de protestos de trabalhadores por numerosos anarquistas radicais, que foram desmantelados pela polícia em uma série de confrontos violentos. Kykuit era o alvo pretendido de, pelo menos, dois ataques com bombas planejadas pelos anarquistas associados com os jornalistas radicais Alexander Berkman e Luigi Galleani.
Em 19 de novembro de 1915, uma bomba de dinamite foi descoberta em Cedar Cliff, a propriedade em Tarrytown de John D. Archbold, presidente da Standard Oil Company. A polícia criou teoria de que a bomba foi plantada por anarquistas e radicais do Industrial Workers of the World (IWW), como forma de protesto contra a execução do membro da IWW Joseph Hillstrom em Salt Lake City. A bomba foi descoberta por um jardineiro, John Walquist, que encontrou quatro bastões de dinamite, pesando um quilo cada, escondido pela metade em um buraco numa calçada a cinquenta pés da frente da entrada da residência. Os bastões de dinamite foram unidos por um pedaço de fio, equipado com dispositivos de detonação, e envolvida com um pedaço de papel correspondente a cor da calçada. A bomba foi mais tarde neutralizada pela polícia.

## Clima
| Dados climatológicos para Tarrytown, NY | Dados climatológicos para Tarrytown, NY | Dados climatológicos para Tarrytown, NY | Dados climatológicos para Tarrytown, NY | Dados climatológicos para Tarrytown, NY | Dados climatológicos para Tarrytown, NY | Dados climatológicos para Tarrytown, NY | Dados climatológicos para Tarrytown, NY | Dados climatológicos para Tarrytown, NY | Dados climatológicos para Tarrytown, NY | Dados climatológicos para Tarrytown, NY | Dados climatológicos para Tarrytown, NY | Dados climatológicos para Tarrytown, NY | Dados climatológicos para Tarrytown, NY |
| Mês                                     | Jan                                     | Fev                                     | Mar                                     | Abr                                     | Mai                                     | Jun                                     | Jul                                     | Ago                                     | Set                                     | Out                                     | Nov                                     | Dez                                     | Ano                                     |
| --------------------------------------- | --------------------------------------- | --------------------------------------- | --------------------------------------- | --------------------------------------- | --------------------------------------- | --------------------------------------- | --------------------------------------- | --------------------------------------- | --------------------------------------- | --------------------------------------- | --------------------------------------- | --------------------------------------- | --------------------------------------- |
| Temperatura máxima média (°C)           | 3                                       | 6                                       | 11                                      | 17                                      | 22                                      | 27                                      | 29                                      | 28                                      | 24                                      | 18                                      | 12                                      | 6                                       | 17                                      |
| Temperatura mínima média (°C)           | −6                                      | −4                                      | −1                                      | 4                                       | 9                                       | 14                                      | 17                                      | 17                                      | 13                                      | 7                                       | 2                                       | −3                                      | 5,8                                     |
| Precipitação (mm)                       | 96,8                                    | 84,6                                    | 114,3                                   | 115,3                                   | 112,5                                   | 110,7                                   | 118,4                                   | 113,5                                   | 122,2                                   | 116,1                                   | 107,7                                   | 111,3                                   | 1 323,3                                 |
| Fonte: The Weather Channel              |                                         |                                         |                                         |                                         |                                         |                                         |                                         |                                         |                                         |                                         |                                         |                                         |                                         |

- Commons